# هدک
هُدْک نام روستایی از توابع بخش مرکزی شهرستان بردسکن در استان خراسان رضوی است. این روستا در دهستان کوهپایه قرار دارد و براساس سرشماری سال ۱۳۸۵ جمعیت آن ۴۹۹ نفر (۱۷۴ خانوار) بوده است. از جاذبه‌های گردشگری این روستا می‌توان از جنگل هدک و درختان چنار هدک و سرو زوبین هدک نام برد.